# علم النفس الصناعي
علم النفس الصناعي والتنظيمي (بالإنجليزية Industrial and Organizational Psychology) أو باختصار آي/أو سايكولوجي (I/O Psychology)، يعرف أيضًا بعلم النفس المهني، أو علم نفس العمل والتنظيم، وهو فرع تطبيقي من علم النفس.
علم النفس الصناعي والتنظيمي هو علم السلوك البشري المرتبط بالعمل والنظريات النفسية التطبيقية، وأسس المنظمات والأفراد في أماكن عملهم، إضافةً إلى القضايا المتعلقة بعمل وحياة الأفراد بشكل عام. يخضع علماء النفس الصناعيون والتنظيميون للتدريب وفق نموذج العالم الممارس (برنامج تدريبي لممارسي علم النفس التطبيقي يُخرج علماء نفس تطبيقيين مع أساس في الممارسة البحثية والعلمية). يساهم هؤلاء العلماء في نجاح المنظمات عبر تحسين الأداء، الحافز، الرضا الوظيفي، والسلامة والصحة المهنية، إضافةً إلى الاعتناء بالصحة العامة للموظفين ورفاهيتهم. يجري عالم النفس الصناعي والتنظيمي أبحاثًا على سلوك الموظفين وتوجهاتهم، وكيف يمكن تحسين هذه النواحي عبر ممارسات التوظيف وبرامج التدريب والتقييم وأنظمة الإدارة.
صُنف علم النفس الصناعي والتنظيمي وفق كتيب التوقعات المهنية الصادر من مكتب إحصائيات العمل عام 2014 على أنه سيكون المهنة الأسرع نموًا على مدى العقد التالي. يُقدر نمو هذه المهنة بـ 53% مع مرتب وسطي يقارب 109,030 دولارًا، علمًا أن أعلى 10% من الممارسين تقاضوا 192,150 دولارًا عن عام 2018.
اعتبارًا من 2018، اعتُبر علم النفس الصناعي والتنظيمي من الاختصاصات التي تعترف بها منظمة علم النفس الأميركية (إيه بّي إيه) في الولايات المتحدة. ويمثله القسم 14 من هذه المنظمة الذي عُرف بشكل رسمي باسم جمعية علم النفس الصناعي والتنظيمي (إس آي أو بّي - سيوب).

## دوليًا
في المملكة المتحدة، يُشار إلى علماء النفس الصناعيين والتنظيميين باسم علماء النفس المهنيين. علم النفس المهني في المملكة المتحدة هو أحد «المهن التسعة ذات الحصانة» ضمن مهنة «عالم النفس الممارس» التي ينظمها مجلس الصحة والعناية المهنية. في المملكة المتحدة، تعتبر برامج التخرج في علم النفس، بما فيها علم النفس المهني، معتمدة من قبل جمعية علم النفس البريطانية.
في أستراليا، تتمتع مهنة عالم النفس التنظيمي بالحماية القانونية، وتنظمها وكالة تنظيم الممارسين الصحيين الأستراليين (إيه إتش بّي آر إيه). يُعد علم النفس التنظيمي أحد المجالات الاختصاصية التسعة التي نالت الموافقة على ممارستها في أستراليا.
في أوروبا، يُعتبر أي شخص حاصل على شهادة اختصاص في علم نفس العمل والتنظيم وفق معيار المؤهلات الأوروبية للأخصائيين النفسيين (يوروبسي) عالم نفس مؤهلًا بشكل كامل وخبيرًا في مجال علم نفس العمل. يُسجل ممارسو علم النفس الصناعي والتنظيمي الحاصلون على معيار يوروبسي في سجل علماء النفس الأوروبيين، وعلم النفس الصناعي والتنظيمي هو أحد الاختصاصات النفسية الثلاث الرئيسية في أوروبا.
في جنوب أفريقيا، يُعتبر علم النفس الصناعي فئة تسجيل لمهنة علماء النفس كما نظمه مجلس المهن الصحية في جنوب أفريقيا (إتش بّي سي إس إيه).

## لمحة تاريخية
يتشابه التطور التاريخي لعلم النفس الصناعي والتنظيمي في الولايات المتحدة والمملكة المتحدة وأستراليا وألمانيا وهولندا ودول شرق أوروبا مثل رومانيا. ترجع جذور هذا العلم إلى بدايات علم النفس تقريبًا، عندما أسس فيلهلم فونت واحدًا من أوائل المختبرات النفسية عام 1879 في مدينة لايبزيغ الألمانية. في منتصف الثمانينيات من القرن العشرين، درب فونت عالمي نفس يدعيان هوجو مونستر برج وجايمس ماكين كاتل، والذين امتلكا تأثيرًا كبيرًا على نشوء علم النفس الصناعي والتنظيمي.
بدلًا من النظر إلى اختلافات الأداء على أنها أخطاء بشرية، كان كاتل واحدًا من أوائل من عرف أهمية الاختلافات بين الأفراد في فهم سلوك العمل بطريقة أفضل. انتخب والتر ديل سكوت الذي عاصر كاتل رئيسًا لجمعية علم النفس الأميركية (إيه بّي إيه) عام 1919، كان سكوت وفق مزاعمه عالم النفس الصناعي والتنظيمي الأكثر بروزًا في عصره. عمل سكوت مع والتر فان دايك بينغهام في معهد كارنيغي للتكنولوجيا، وطورا طرائق لاختيار وتدريب موظفي المبيعات.
نشأ القسم «الصناعي» من علم النفس الصناعي والتنظيمي بحثًا عن الاختلافات الفردية، والتقييم، وتوقعات الأداء في العمل. تبلور علم النفس الصناعي خلال الحرب العالمية الأولى استجابةً للحاجة إلى تكليف قوات جديدة في الخدمة العسكرية بشكل سريع. تطوع سكوت وبينغهام للمساعدة في اختبار وتنسيب أكثر من مليون مجند في الجيش. في عام 1917، عدل هذان العالمان مع علماء نفس بارزين آخرين اختبار ذكاء معروف يدعى اختبار ستانفورد بينيه، والذي صُمم لاختبار فرد واحد كل مرة، فجعلوه ملائمًا لاختبار مجموعة كاملة. دعي الاختبار الجديد باسم اختبار الجيش ألفا.
بعد الحرب، كانت القاعدة الصناعية النامية في الولايات المتحدة مصدرًا لانبثاق ما دعي تاليًا علم النفس الصناعي. بدأت الصناعة الخاصة بتزوير اختبارات ناجحة لموظفي الجيش. أصبح اختبار القدرات العقلية بشكل سريع اختبارًا اعتياديًا في قواعد العمل.
وجد إلتون مايو أن فترات الاستراحة تحسن الروح المعنوية وتنقص دورة المال في مصنع النسيج في فيلاديلفيا. انضم لاحقًا إلى دراسات هوثورن الجارية حينها، حيث أصبح مهتمًا بكيفية تأثير مشاعر العمال وعلاقاتهم غير الرسمية على إنتاجيتهم. أُشير إلى نتائج هذه الدراسات في أبحاث حركة العلاقات الإنسانية.
جددت الحرب العالمية الثانية الاهتمام باختبارات القدرات (للقيام باختيار دقيق للمجندين في أعمال عسكرية تقنية متقدمة)، والتعريف بمركز التقييم، والاهتمام بالمعنويات والتعب عند عمال مصانع الحرب.
أصبح قسم علم النفس الصناعي في الجمعية الأميركية السابقة لعلم النفس التطبيقي قسمًا في جمعية علم النفس الأميركية إيه بّي إيه، ودعي القسم 14. سمي في البدء قسم علم النفس الصناعي والعمل المهني. في 1962، تغير الاسم إلى قسم علم النفس الصناعي. في 1973، أعيد تسميته ثانيةً إلى قسم علم النفس الصناعي والتنظيمي. في 1982، أصبحت الوحدة أكثر استقلالًا عن جمعية علم النفس الأميركية، وتغير اسمها مرة أخرى إلى جمعية علم النفس الصناعي والتنظيمي.
عكس تغير اسم القسم من «علم النفس الصناعي» إلى «علم النفس الصناعي والتنظيمي» حدوث نقلة في عمل علماء النفس الصناعيين الذين جمعوا سلوكيات العمل من منظور شخصي، مختبرين أداء وتوجهات العمال. أصبح عملهم أكثر اتساعًا. أصبح سلوك المجموعة في ساحة العمل موضوعًا مهمًا للدراسة، يؤكد الإصرار على كلمة «تنظيمي» حقيقة أنه سيعرض على الفرد هدف مشترك ومجموعة مشتركة من الإجراءات التشغيلية. في سبعينيات القرن العشرين في المملكة المتحدة، أصبحت المراجع تستخدم مصطلح علم النفس المهني أكثر من علم النفس الصناعي والتنظيمي.
وفق براين وفنشر، «بينما ازداد شيوع علم النفس التنظيمي خلال ستينيات وسبعينيات القرن العشرين، استمر البحث والتجربة في المجالات التقليدية لعلم النفس الصناعي، والتي تقودها تشريعات التوظيف وأحكام القضاء بشكل أساسي».
كان هناك تركيز على العدل والمصداقية في اختبارات الاختيار وكذلك في تحليلات العمل التي تساند أدوات الاختيار. على سبيل المثال، أظهر علم النفس الصناعي والتنظيمي اهتمامًا متزايدًا بمعدلات التقييم المبنية على السلوك. اتهم نقاد علم النفس الصناعي والتنظيمي القواعد الموجودة بالاستجابة فقط عند وجود مخاوف إدارية.
منذ عام 1980 وحتى 2010، حدثت تغيرات أخرى في علم النفس الصناعي والتنظيمي. اعتنق الباحثون مقاربة متعددة المراحل بشكل متزايد محاولين فهم الظاهرة السلوكية من كلا مستويي المنظمات والأفراد العاملين. كان هناك أيضًا ازدياد في الاهتمام بحاجات وتوقعات الموظفين والأفراد. على سبيل المثال، التأكيد على عدالة المنظمات والاتفاق النفسي، إضافةً إلى ازدياد المخاوف التقليدية للاختيار والتدريب.

## مقالات ذات صلة
- رأس المال البشري
- توافق مهني
- الدراسات التنظيمية
- تقييم الأداء
- معمارية المنظمات
- حركة العلاقات الإنسانية